# Breuil-sur-Marne
Pour les articles homonymes, voir Breuil.
Breuil-sur-Marne est une ancienne commune française du département de la Haute-Marne en région Grand Est. Elle est associée à la commune de Chevillon depuis 1973.

## Histoire
Le 1er février 1973, la commune de Breuil-sur-Marne est rattachée à celle de Chevillon sous le régime de la fusion-association.

## Politique et administration
| Période                                  | Période | Identité         | Étiquette | Qualité |
| ---------------------------------------- | ------- | ---------------- | --------- | ------- |
|                                          |         | Pascal Schumaker |           |         |
| Les données manquantes sont à compléter. |         |                  |           |         |

## Démographie
| 1866 | 1872 | 1876 | 1881 | 1886 | 1891 | 1896 | 1901 | 1906 |
| ---- | ---- | ---- | ---- | ---- | ---- | ---- | ---- | ---- |
| 203  | 166  | 184  | 180  | 186  | 371  | 210  | 212  | 183  |

| 1911 | 1921 | 1926 | 1931 | 1936 | 1946 | 1954 | 1962 | 1968 |
| ---- | ---- | ---- | ---- | ---- | ---- | ---- | ---- | ---- |
| 139  | 144  | 165  | 147  | 124  | 113  | 129  | 151  | 140  |

## Lieux et monuments
- Église Saint-Vinebaut